# غابور باردي (لاعب كرة قدم)
غابور باردي (بالمجرية: Bardi Gábor)‏ هو لاعب كرة قدم مجري في مركز حراسة المرمى، ولد في 20 نوفمبر 1978 في بودابست في المجر. شارك مع منتخب المجر لكرة القدم. أما مع النوادي، فقد لعب مع زالايغيرزيغي تورنا إغيليت ونادي أويبست ونادي لاهتي.

## وصلات خارجية
- غابور باردي (لاعب كرة قدم) على موقع قاعدة بيانات كرة القدم.إي يو (الإنجليزية)
- غابور باردي (لاعب كرة قدم) على موقع Soccerway.com (الإنجليزية)